# Senjski Rudnik
Senjski Rudnik es un pueblo ubicado en la municipalidad de Despotovac, en el distrito de Pomoravlje, Serbia. Según el censo de 2022, tiene una población de 291 habitantes

## Superficie
Posee una superficie de 18,77 kilómetros cuadrados.